# 鸿山镇
鸿山镇，是中华人民共和国福建省泉州市石狮市下辖的一个乡镇级行政单位。

## 行政区划
鸿山镇下辖以下地区：
伍堡村、西墩村、东埔一村、东埔二村、东埔三村、洪厝村、莲厝村、郭厝村、东园村、邱下村和湖厝村。